# 美丽的梭罗河
《美丽的梭罗河》（印度尼西亚语：Bengawan Solo）是一首印度尼西亚民歌风的音乐作品，除了风行于印度尼西亚本国以外，二战后在日本、中国大陆、香港、台湾等地均有影响。尤其是在中国大陆，已经成为耳熟能详的歌曲之一。

## 题名
这首歌在印度尼西亚语中的原名为Bengawan Solo，在西方语言中一般保留这个名称不译。

## 源流
这首歌由印度尼西亚业余作曲家格桑于1940年所写成，风格来自当地的受葡萄牙音乐影响的格朗章风民歌。这首歌很快在当时的爪哇社团风行开，随之推广到整个印尼乃至东南亚。

## 传布
二战中，日本曾占领印度尼西亚。战争结束后，日军将这首歌也带回了日本。非印尼籍的战俘和被俘平民（主要是荷兰平民）也在战俘营中学会了这首歌，将之带回欧洲。
这首歌带回日本后，歌词由爪哇语翻译成日语后，获得了很大的成功。以至于这首歌几乎成了印度尼西亚音乐的同义语。
1951年，日本新東寶映畫推出電影「ブンガワンソロ」（BENGAWANSOLO），劇情是大東亞戰爭時期的1945年8月，日本投降前夕，印尼三個日本軍人因其中之一因瘧疾，而進入一印尼民家休養的故事，就以本曲為電影的片名和開頭主題曲。

## 在台情况
台灣的台語歌手文夏，亦因1948年日本流行歌曲「クロンチョン#ブンガワン・ソロ」；與1951年日本電影「ブンガワンソロ」（BENGAWANSOLO）在日本與亞洲大流行，故取此曲，自行填詞翻唱，歌名為「曼卡灣蘇羅」；此曲後來亦被不同年代的台語歌手重新演唱，亦曾改名「文雅灣梭羅」。

## 在华情况
这支曲调在华人社会中可以说是家喻户晓的。自1957年马来西亚歌手潘秀琼在香港首先用国语演唱了这首歌之后，中国大陆、香港、台湾等地数不胜数的华人音乐家都贡献了他们各自的版本。

## 其他
这首曲调曾被中国国乐大师彭修文改编为民乐团合奏作品。
这首曲调曾被姜文所导演的影片《太阳照常升起》所使用，其演唱者是香港演员黄秋生。演唱发生的故事背景是1976年，而当时这首歌的标准革命唱法与片中黄秋生的唱法差异甚大。
1990年代中期，香港鐵達時廣告，亦用此歌作為配樂。